# ایستگاه متروی کولیرز وود
ایستگاه متروی کولیرز وود (انگلیسی: Colliers Wood tube station) یکی از ایستگاه‌های خط شمالی متروی لندن است.
این ایستگاه که در منطقه مرتون لندن قرار دارد در سال ۱۹۲۶ میلادی تأسیس شده است.

## نگارخانه

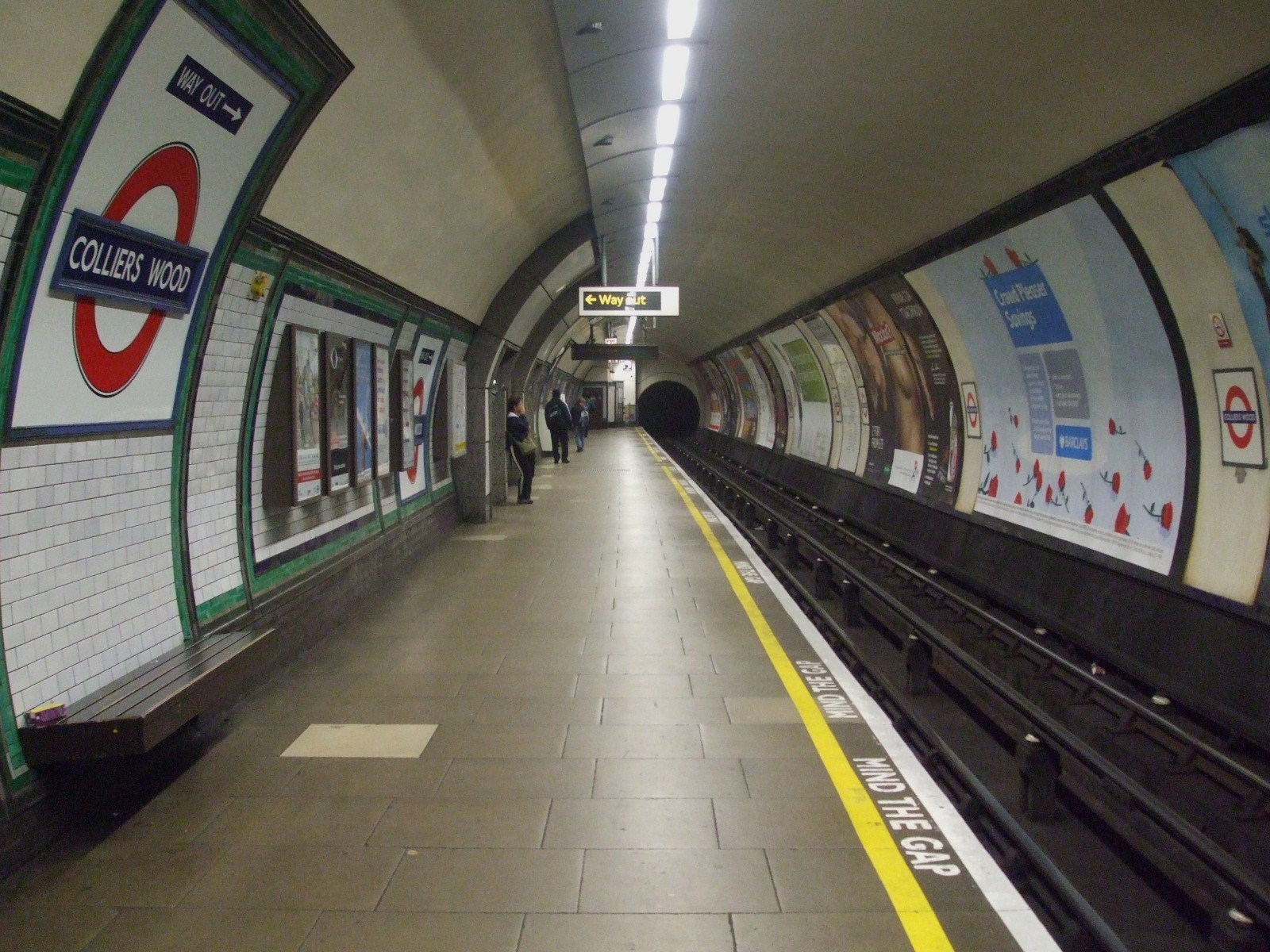
Northbound platform looking south
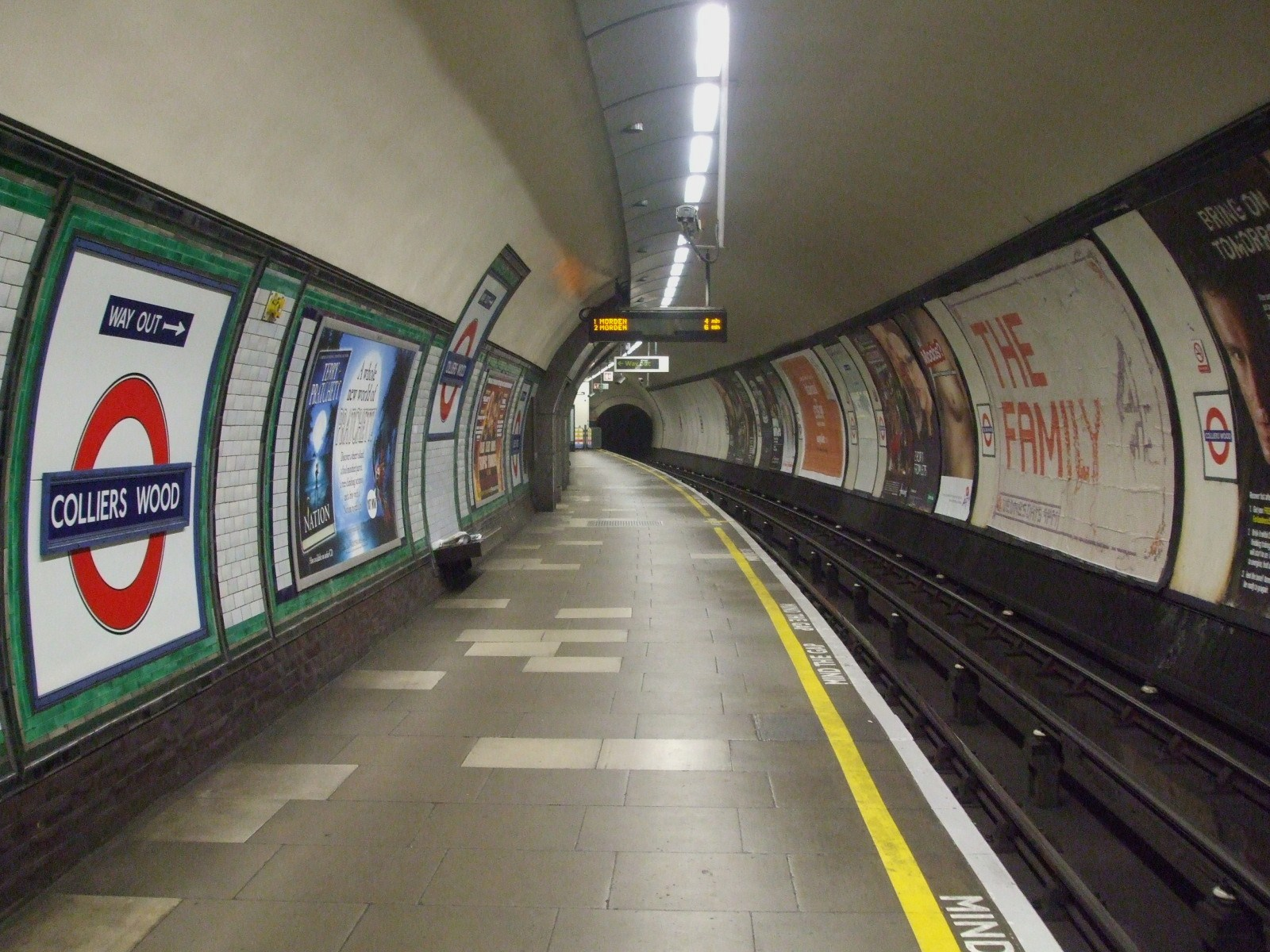
Southbound platform looking north
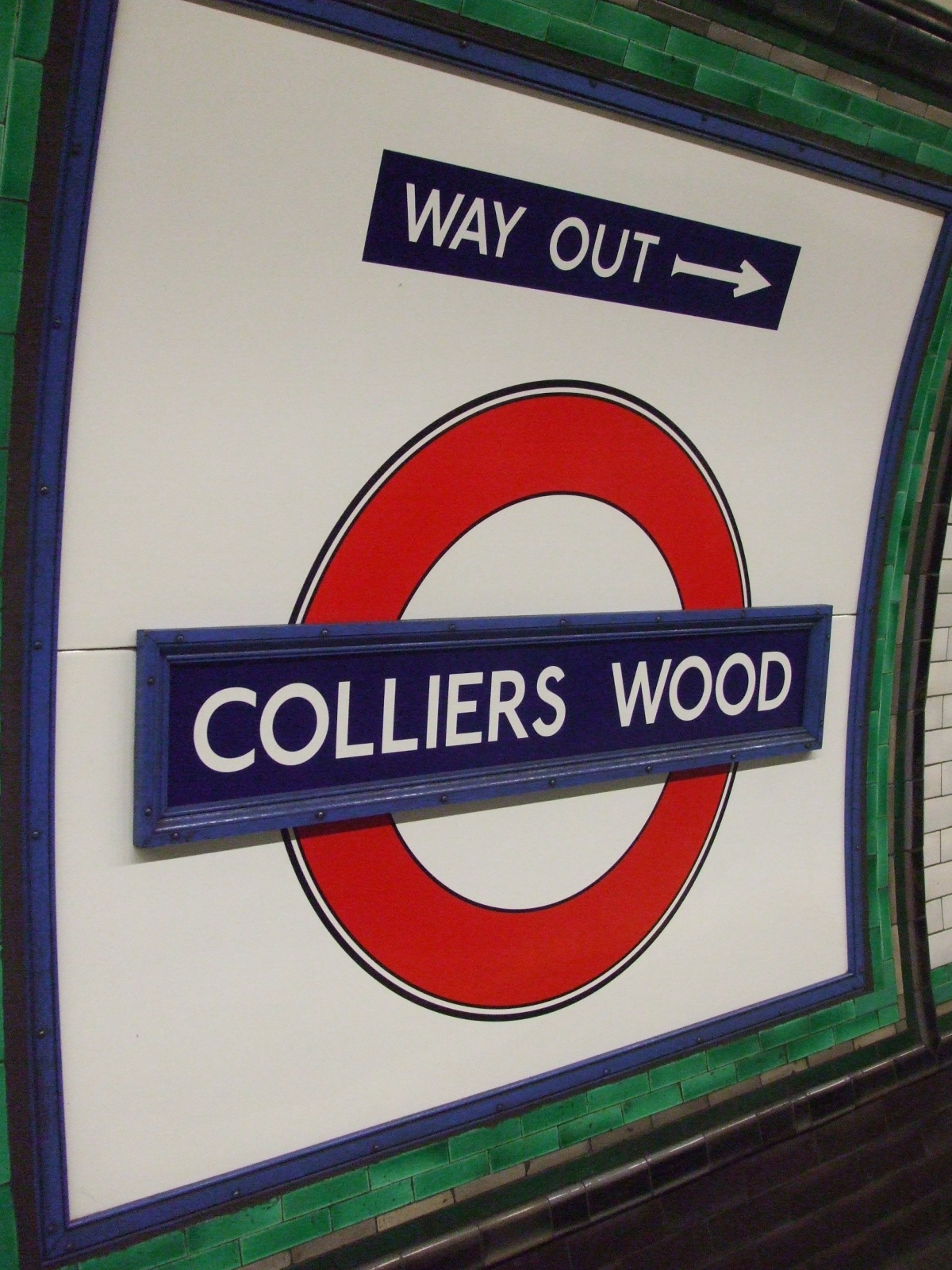
Station platform roundel